# Tabanocella perpulcra
Tabanocella perpulcra är en tvåvingeart som först beskrevs av Austen 1910.  Tabanocella perpulcra ingår i släktet Tabanocella och familjen bromsar. Inga underarter finns listade i Catalogue of Life.